# Drabowe-Bariatynśke
Drabowe-Bariatynśke (ukr. Драбове-Барятинське) – osiedle na Ukrainie, w obwodzie czerkaskim, w rejonie złotonoskim. W 2001 liczyło 2531 mieszkańców, wśród których 2443 jako ojczysty język wskazało ukraiński, 67 rosyjski, 4 mołdawski, 11 białoruski, 2 ormiański, 1 niemiecki, a 3 inny.